# Bradford, Greater Manchester
Bradford är en stadsdel i Manchester, i distriktet Manchester, i grevskapet Greater Manchester, i England. Bradford var en civil parish från 1866 till 1896 då den blev en del av North Manchester. Denna civil parish hade 19 981 invånare år 1891.